# نبرد رادزمین
نبرد رادزمین (به لهستانی: Bitwa pod Radzyminem) یکی از سلسله نبردهای جنگ لهستان-شوروی بود که طی روزهای ۱۳ تا ۱۶ اوت سال ۱۹۲۰ میلادی در نزدیکی شهر رادزمین واقع در ۲۰ کیلومتری شمال شرق ورشو انجام شد. این نبرد در کنار نبرد آسوف و ضد حمله لهستانی‌ها در حاشیه رود یپز یکی از سنگین‌ترین و خشن‌ترین نبردهایی است که بعداً تمامشان به نبرد ورشو معروف گشتند.
نبرد با حمله ارتش سرخ برای تصرف ناحیه پراگا در حاشیه شرقی رود ویستولا در روز ۱۳ اوت آغاز گشت. یک روز بعد شهر رادزمین به تصرف بلشویکها درآمد و نبرد شدید برای عبور از خطوط لهستانی‌ها و رسیدن به رود ویستولا آغاز گشت. طی این چند روز شهر رادزمین بارها دست به دست شد و تمامی سفیران خارجی به استثنا سفیر بریتانیا و واتیکان ورشو را ترک کردند. نیروهای لهستانی باید به هر بهایی این خط دفاعی را حفظ می‌کردند تا مهلت برای ضد حمله نیروهایشان در جنوب به فرماندهی ژنرال یوزف پیلسودسکی و در شمال به فرماندهی ژنرال وادیسواو سیکورسکی فراهم شود.
پس از سه روز نبرد سنگین، در نهایت نیروهای لهستانی موفق شدند تا حمله ارتش سرخ را متوقف کنند و در روز ۱۵ اوت رادزمین را باز پس بگیرند. این نبرد مهم ۴ لشکر ارتش سرخ را فلج کرد و یکی از نقاط عطف نبرد ورشو بود که باعث حفظ پایتخت لهستان شد.